# Louis Antoine de Bougainville
Louis Antoine de Bougainville (Paris, 12 de novembro de 1729 — Paris, 31 de agosto de 1811) foi um oficial, navegador e escritor francês. Recebeu o título de conde em 1808.

## Carreira
Na juventude estudou direito, mas logo abandonou a profissão. Em 1753 entrou no exército, no corpo dos mosqueteiros. Com 25 anos, publicou um tratado de cálculo integral como suplemento do tratado de De l'Hôpital, Des infiniment petits.
Em 12 de outubro de 1754 foi enviado a Londres como secretário da embaixada da França e se tornou membro da Royal Society.
Primeiro ajudante (aide de camps) de Montcalm em 1756, ao lado do qual combateu em 1759, tornou-se capitão de fragata em 1753 e tentou em vão colonizar as ilhas Malvinas (1763-1765).

"Participou ativamente da guerra franco-inglesa no Canadá", diz a "Brasiliana da Biblioteca Nacional", pg. 49, "e realizou três viagens às Malvinas, com interesse de transportar os colonos canadenses para as ilhas. Mesmo com as enormes perdas da guerra, procurou convencer o governo francês a reforçar as frotas naval e mercantil, com a finalidade de alargar e recuperar o império francês. Nos Mares do Sul, segundo o militar viajante, os franceses encontrariam as especiarias, o ouro e produtos tropicais perdidos para os ingleses. Os novos territórios forneceriam ainda elementos preciosos para a História Natural".

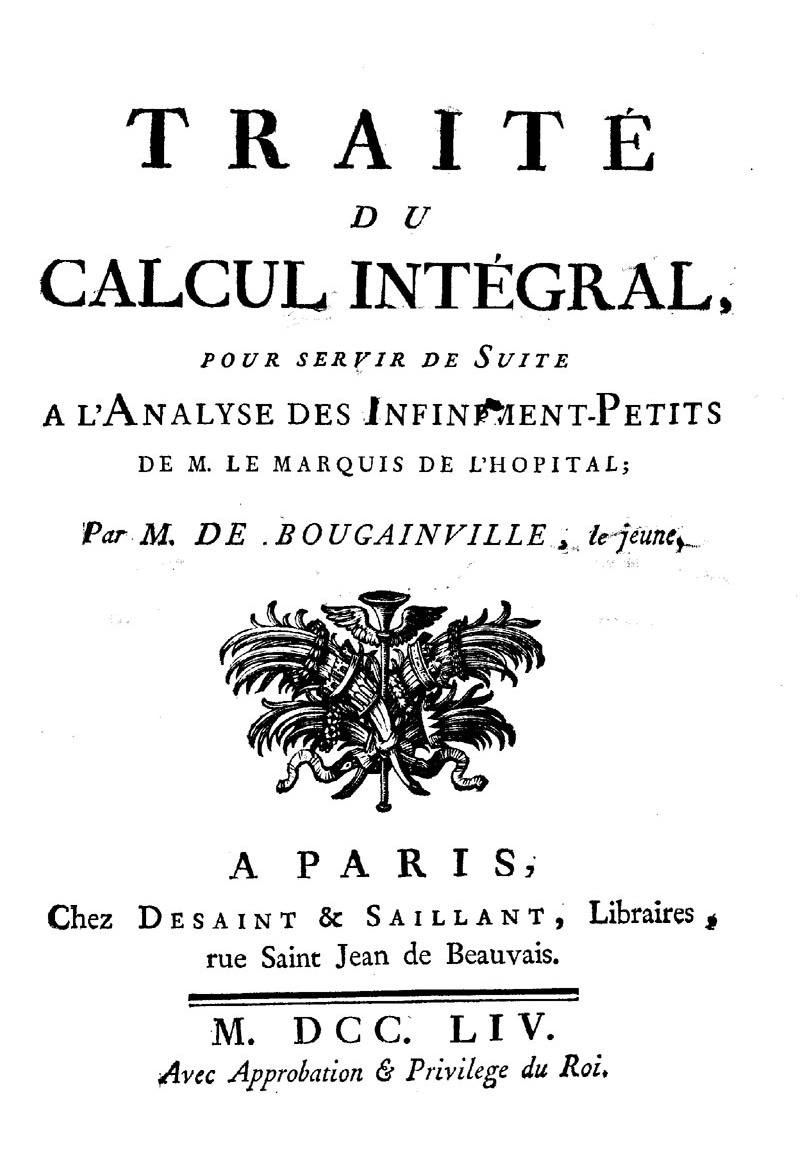
Traité du calcul intégral, 1754

Em 1766 Bougainville recebeu de Luís XV de França a missão de navegar ao redor do globo em uma expedição com um naturalista, cartógrafo e astrônomo. Tornou-se o 14° navegador da história, e o primeiro francês a conseguir o feito: a realização dessa volta ao mundo revigorou o prestígio da França após suas humilhantes derrotas durante a Guerra dos sete anos.

Mapa da viagem com nomes franceses como estavam na época

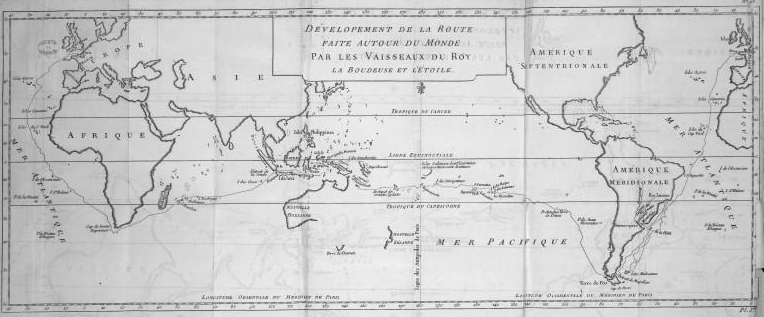
Voyage autour du monde, Paris, 1772

Bougainville zarpou em 1766 com dois navios, La Boudeuse e L'Etoile. Esteve no Rio de Janeiro em 1767 e reuniu dados sobre as fortificações, administração e comércio. "Se inicialmente recebera boa acolhida das autoridades locais, incidentes no sul, envolvendo portugueses e espanhóis, provocaram mudança na atitude do vice-rei em relação aos franceses", segundo conta Maria Fernanda Bicalho. Ele e seus oficiais foram proibidos de permanecer nos arredores da cidade, inviabilizando a coleta de espécies vegetais pelo naturalista Philibert Commerson, célebre por suas ideias conservacionistas. Em seu álbum Pitoresco, entretanto, retrata os principais monumentos naturais e artificiais e o aspecto geral das cidades e populações: a prancha 34, por exemplo, reproduz a "Cascade de la Grande Tijuca, près Rio-Janeiro", que é hoje chamada a cascatinha da Tijuca, no Parque do Açude, Alto da Boa Vista.

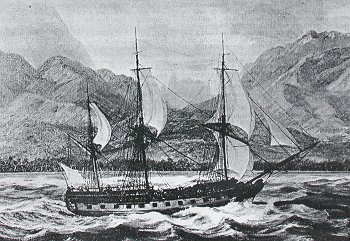
Boudeuse, de Louis Antoine de Bougainville

Visitou a ilha de Taiti em abril de 1768 e por pouco perdeu a oportunidade de se tornar seu descobridor, desconhecendo a visita anterior de Samuel Wallis no HMS Dolphin menos de um ano antes. Em março de 1769, a expedição completou sua circum-navegação e chegou em Saint-Malo, com a perda de somente sete dos 200 homens que compunham a tripulação, fato excepcional naquela época, e um crédito extra ao bom comando da expedição de Bougainville. Sua viagem foi também excepcional pelo fato de ter sido a primeira a incluir uma mulher, Jeanne Baré, empregada do naturalista da expedição acima mencionado, Philibert Commerçon.
Descrevendo o Taiti no seu livro de 1771 Voyage autour du Monde, Bougainville ofereceu visão de um paraíso terrestre onde homens e mulheres viviam felizes, em completa inocência, longe da corrupção da civilização. Ele ilustrou o conceito de "nobre selvagem", e influenciou as ideias utópicas de filósofos como Jean-Jacques Rousseau antes do advento da Revolução francesa.